# Fossil Grove
Fossil Grove est un ensemble de fossiles situé à Glasgow, en Écosse, dans le parc Victoria (en). Il a été découvert en 1887 et contient les souches fossilisées et les racines de onze arbres du genre Lepidodendron, parfois décrits comme des « Lycopodiopsida géantes », mais qui sont plus étroitement liés aux isoètes. Ces souches se trouvent à l'intérieur d'un bâtiment construit pour les protéger des éléments.
Fossil Grove est géré comme un musée et constitue la plus ancienne attraction touristique de Glasgow depuis son ouverture au public en 1890.

## Description
Fossil Grove est le sol d'une ancienne carrière, long de 23 m et large de 10. Il appartient à la même période géologique que plusieurs autres groupes de fossiles de Lepidodendron découverts au nord-ouest de Glasgow. Les shales et les grès exposés autour des fossiles appartiennent au groupe Clackmannan (en) (Carbonifère), le shale contenant des empreintes de divers restes végétaux. Ces strates ont été déposées il y a environ 325 millions d'années, alors que les arbres étaient encore vivants, et elles sont maintenant pliées, divisées par de nombreuses failles et inclinées vers le nord-est. Des couches de charbon et quelques grès ferrugineux sont visibles dans les parties nord et est du bosquet. La carrière dans laquelle les fossiles ont été découverts est un sill de dolérite qui s'est infiltré dans les sédiments et deux des troncs au début du Permien, il y a environ 290 millions d'années. La carrière était déjà en grande partie excavée lorsque les fossiles y ont été découverts, la dolérite étant utilisée pour macadamiser les routes à proximité.

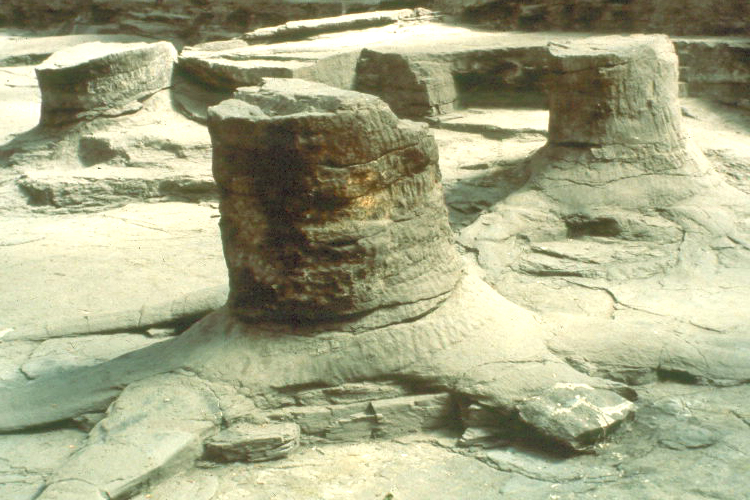
Aspect des troncs et des racines.

Les souches elles-mêmes sont des moules internes des arbres creux, représentant leur énorme méristème cortical plutôt que l'intérieur ligneux. Ces restes de troncs appartiennent à l'espèce Lepidodendron veltheimianum et leurs systèmes racinaires à la forme Stigmaria (en). La plupart des souches font de 30 à 90 cm de diamètre et sont hautes de 60 à 90 cm ; il n'y a qu'une seule souche plus grande , dans la partie ouest du bosquet, qui fait de 90 à 120 cm de diamètre. Certains fossiles ont de petites rides à l'extérieur, suggérant une écorce ridée, mais les détails fins sont mal conservés. Les racines ont le modèle de ramification dichotomique signalant Stigmaria et s'étendent à trois mètres des troncs. Les arbres auraient poussé pendant au Carbonifère, alors que l'Écosse était une zone tropicale située près de l'équateur. Ils poussaient dans un environnement bas et marécageux qui était souvent inondé. La distribution des troncs suggère que le bosquet faisait autrefois partie d'une forêt paléozoïque principalement composée de Lepidodendron.
Le grès de Fossil Grove est recouvert de shale qui a été déposé sous forme de boue, et ce dépôt de sédiments a probablement tué les arbres. Les tissus mous du méristème cortical et de l'intérieur du phelloderme des arbres se sont ensuite décomposés, ce qui a rendu les arbres et leur système racinaires creux ; les eaux de crue qui ont suivi ont brisé les parties supérieures des troncs (manquantes)  et ont rempli l'intérieur de sable. Les marques d'ondulation sur certaines surfaces indiquent un écoulement sud-ouest des eaux de crue. Les troncs ont ensuite été enterrés et lithifiés, et sont devenus des moules dans le grès environnant. Le sable à l'intérieur des troncs est devenu de la roche solide et l'écorce extérieure des arbres est devenue une fine couche de charbon. Bien que certains troncs soient elliptiques, en particulier les plus hauts, les Lepidodendrons étaient généralement circulaires. Leurs déformations ont probablement été causées par la force de la montée des eaux de crue qui a rempli les troncs de sable, comme l'indique la tendance des déformations à être dans la même direction que les marques d'ondulation, vers le sud-ouest.
Outre les souches fossiles, les seules autres indications de vie organique dans les strates de Fossil Grove sont des terriers d'arénicoles découverts dans certaines couches de grès.

## Histoire

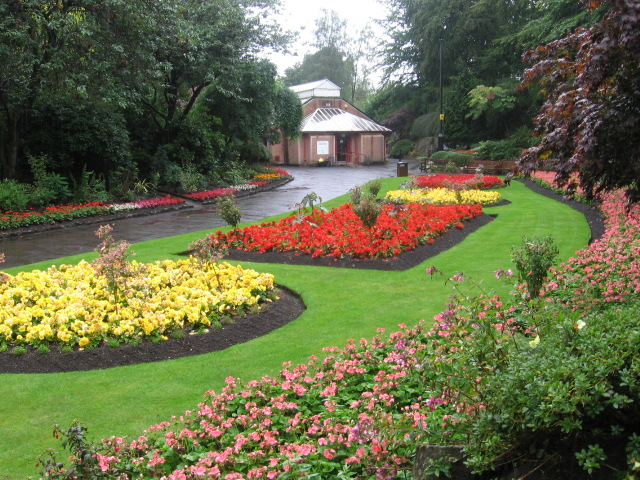
Jardin entourant la maison des fossiles.

En 1885, une partie du domaine de Scotstoun été louée pour créer un parc, l'actuel parc Victoria (en). Fossil Grove a été découvert à la fin de 1887, lorsqu'une tranchée a été creusé dans une ancienne carrière en vue de la construction d'une route dans le parc. En avril 1888, des membres de la Société géologique de Glasgow (en) ont suggéré de laisser les fossiles sur place et de construire un bâtiment autour. Les commissaires de Partick ont choisi cette solution : en 1889, ils ont construit un bâtiment pour abriter les fossiles, pour un coût d'environ 400 £. La maison des fossiles couvrant Fossil Grove a ouvert au public le 1er janvier 1890. Sa charpentes en bois a été remplacée par des fermes métalliques dans les années 1920. Une bombe a endommagé le toit et un tronc pendant la Seconde Guerre mondiale ; un élément en béton a remplacé le centre du tronc endommagé. Le toit vitré a été remplacé par des panneaux de toit réguliers dans les années 1970, et plus récemment, dans les années 1990, Fossil Grove et ses environs ont été rénovés par le service des musées du conseil municipal de Glasgow. Ils sont aujourd'hui entretenus par le département des services fonciers et environnementaux du conseil municipal de Glasgow et classés comme site d'intérêt scientifique particulier.

## Informations visiteurs
Fossil Grove n'est ouvert que de midi à 16 h les samedis et dimanches, d'avril à septembre (le parc environnant est toujours ouvert). La maison des fossiles est accessible en fauteuil roulant. La promenade autour de toute la carrière fait environ 400 m de long. L'entrée est gratuite.
À une cinquantaine de mètres à l'est de  la maison des fossiles se trouve une sculpture en chêne représentant un lycopode et un mille-pattes géant. Cette sculpture a été construite en 2014 à l'occasion des XXes Jeux du Commonwealth.